# Georges Anthony
Georges Charles Marie Adolphe Anthony (* 26. November 1890 in Lüttich; † unbekannt) war ein belgischer Steuermann im Rudern.

## Biografie
Georges Anthony gewann bei den Europameisterschaften 1921 in Amsterdam als Steuermann von Marcel Roman und Roger Legrand Bronze im Zweier mit Steuermann. Bei den Olympischen Sommerspielen 1928 fungierte er als Steuermann im Zweier mit Steuermann sowie in der Achter-Regatta an. Im Zweier mit Steuermann gewann er zusammen mit Léon Flament und François De Coninck die Bronzemedaille.